# 海外三十六国
海外三十六国（かいがいさんじゅうろっこく、かいがいさんじゅうろくこく）とは、古代中国の書『淮南子』墬形訓に記されている36の異国の総称である。
36か国には伝説上の存在とされる異国人物が多く含まれており、それらの国々は『山海経』や『三才図会』などの書籍でも記録や絵を見ることが出来る。

## 海外三十六国における異国の名称

### 西北至西南方
- 修股（しゅうこ）　長股人のこと。とても足が長い。
- 天民（てんみん）　天民人。4つの鳥を使役する。
- 粛慎（しゅくしん）　粛慎人。雄常という木が生えている。
- 白民（はくみん）　白民人。とても白い。この国には乗黄（じょうこう）という乗ると寿命がのびる霊獣が棲む。
- 沃民（ようみん、よくみん）　沃民人。鳳凰（ほうおう）の卵を日頃から食べている。
- 女子（にょし）　女子人。おんなの国。女人島。
- 丈夫（じょうふ）　丈夫人。おとこの国。
- 奇股（きこ）　奇肱人のこと。腕がひとつで目が3つ。
- 一臂（いっぴ）　一臂人。体が半分しかない。
- 三身（さんしん）　三身人。ひとつの頭に体が3つ。

### 西南至東南方
- 結胸（けっきょう）　結匈人。胸がとても突き出ている。
- 羽民（うみん）　羽民人。羽根が生えている。
- 讙頭（かんとう）　讙頭人。羽根が生えており魚を捕ることに長けている。帝堯（ぎょう）に対して反乱を起こした四罪の一つの末裔。
- 裸民（らみん）　裸民人。衣服を身につけない。『呂氏春秋』にも登場する[2]。
- 三苗（さんびょう）　三苗人。たがいにいっしょに動く。帝堯に対して反乱を起こした四罪の一つの末裔。
- 交股（こうこ）　交脛人のこと。足が交叉している。
- 不死（ふし）　不死人。とても長命で死ぬことがない。
- 穿胸（せんきょう）　貫匈人。胸部にまるい穴があいている。
- 反舌（はんぜつ）　岐舌人。舌がふたつに分かれている。
- 豕喙（しかい）　豕喙人。『淮南子』高誘の注に「喙如豕」とあり、豕（ぶた）のような口先をしている[3]。
- 鑿歯（さくし）　鑿歯人。歯がとても長い。
- 三頭（さんとう）　三首人のこと。3つ首がある。
- 修臂（しゅうひ）　長臂人のこと。とても手が長い。

### 東南至東北方
- 大人（たいじん）　長人とも。とても大きい。
- 君子（くんし）　君子人。2匹の虎を使う。争わない。
- 黒歯（こくし）　黒歯人。歯が黒い。
- 玄股（げんこ）　玄股人。2羽の鳥を使う。
- 毛民（もうみん）　毛民人。長い毛におおわれている。
- 労民（ろうみん）　労民人。手足などが黒い。

### 東北至西北方
- 跂踵（きしょう）　跂踵人。とても足が大きい。
- 句嬰（こうえい）　拘纓人。冠の紐をもつ。
- 深目（しんもく）　深目人。目がひとつだけ。あるいは目のまわりが深くくぼんでいる。
- 無腸（むちょう）　無腸人。内臓がない。
- 柔利（じゅうり）　柔利人。骨がない。
- 一目（いちもく）　一目人。目がひとつだけ。
- 無継（むけい）　無継人。ふくらはぎがない。